# 伊丹千惠
伊丹 千惠（いたみ ちえ、1947年11月 - ）は、日本の日本語教育学者。専門は、日本語教授法。元東京外国語大学留学生日本語教育センター准教授。

## 略歴
- 1970年3月　神戸大学教育学部卒業
- 1971年12月 マレーシアMARA Institute of Technology 講師
- 1974年6月　国際協力事業団大阪国際研修センター 講師
- 1975年2月　国際協力事業団兵庫インターナショナルセンター 兼任講師
- 1977年5月　関西国際学友会日本語学校 講師
- 1990年2月　東京外国語大学外国語学部附属日本語学校 助教授
- 1992年4月　東京外国語大学留学生日本語教育センター 助教授（組織改変に伴う所属変更）
- 2011年3月　東京外国語大学 定年退職

## 著書
- 『形式名詞がこれでわかる』（共著）学習者用問題作成2003
- 『初級日本語　文法解説』（共著）凡人社 2000
- 『初級日本語　作文練習帳』作成編集、指導の手引き作成（共著）凡人社 1999

| スタブアイコン | サブスタブ | この項目は、まだ閲覧者の調べものの参照としては役立たない、人物に関連した書きかけの項目です。この項目を加筆・訂正などしてくださる協力者を求めています（P:人物伝/PJ:人物伝）。 |